# Hyperbolický sinus

Hyperbolický sinus (červeně) a kosinus (modře)

Hyperbolický sinus (sinh) je hyperbolická funkce. Je to vlastně lichá část přirozené exponenciály.

## Definice
{\displaystyle \sinh x={\frac {e^{x}-e^{-x}}{2}}}

## Vlastnosti
- Definiční obor: {\displaystyle \mathbb {R} }
- Obor hodnot: {\displaystyle \mathbb {R} }
- Je to lichá funkce:

{\displaystyle \sinh(-x)=-\sinh x}
- {\displaystyle \sinh x=-i\sin ix}, kde {\displaystyle i} je Imaginární jednotka.
- {\displaystyle {\frac {\mathrm {d} }{\mathrm {d} x}}\sinh x=\cosh x}, kde {\displaystyle \cosh x} je hyperbolický kosinus.
- {\displaystyle \int \sinh x\mathrm {d} x=\cosh x+C}, kde {\displaystyle C} je integrační konstanta.
- {\displaystyle \sinh x=x+{\frac {x^{3}}{3!}}+{\frac {x^{5}}{5!}}+\cdots =\sum _{n=0}^{\infty }{\frac {x^{2n+1}}{(2n+1)!}}\;{\mbox{ pro }}x\in (-\infty ,\infty )}.
- {\displaystyle \sinh 0=0}
- {\displaystyle \sinh(\ln \phi )={\frac {1}{2}}}, kde {\displaystyle \phi } je zlatý řez.